# Sminthopsis aitkeni
Espèce
Synonymes
- Sminthopsis fuliginosus ssp. aitkeni Kitchener, Stoddart & Henry, 1984[2]

Statut de conservation UICN

 CR B1ab(i,ii,iii,iv,v) : 
En danger critique
Sminthopsis aitkeni, communément appelé Dunnart de l'ile Kangourou, est une espèce de souris marsupiales de la famille des Dasyuridae qui est endémique d'Australie. 

## État de conservation de l'espèce
Cette espèce a subi les conséquences des Feux de brousse de 2019-2020 en Australie,. Le 15 janvier 2020, des sauveteurs ont parcouru les zones dévastées du parc n’ont entendu aucun oiseau. D'autres espèces sont aussi sources d'inquiétude : le méliphage régent, le potoroo à longs pieds ou encore pezoporus flaviventris.

## Étymologie
Son nom spécifique, aitkeni, lui a été donné en l'honneur de Peter Fleming Aitken (d), mammalogiste australien.

## Publication originale
- (en) D. J. Kitchener, J. Stoddart et J. Henry, « A taxonomic revision of the Sminthopsis murina complex (Marsupialia, Dasyuridae) in Australia, including descriptions of four new species », Records of the Western Australian Museum, Western Australian Museum, vol. 11,‎ 1984, p. 201-247 (ISSN 0312-3162, lire en ligne).